# Malaxis buchtienii
Malaxis buchtienii là một loài thực vật có hoa trong họ Lan. Loài này được (Schltr.) Christenson mô tả khoa học đầu tiên năm 1996.